# 金童 (曹國長公主)
金童（1308年—1325年）即元朝曹國長公主，是高丽忠肃王的王妃。答剌麻八剌之子魏王阿木哥之女。
泰定二年（1325年），与王焘完婚于元大都（北京）。赴高丽后不久去世。